# 10381 Malinsmith
10381 Malinsmith (1996 RB) là một tiểu hành tinh vành đai chính. Nó được phát hiện ngày 3 tháng 9 năm 1996, bởi B. G. W. Manning ở Stakenbridge.